# 研究用RPV
研究用RPV（けんきゅうようRPV）は、日本の防衛庁技術研究本部第3研究所（現防衛装備庁航空装備研究所）で試作された無人航空機。機体名の「RPV」は遠隔操縦無人機（Remotely Piloted Vehicle）の略。

## 経緯
1976年（昭和51年）、技術研究本部第3研究所は将来における無人航空機の実用化に備え、有用性や技術的課題の解決策の調査を目的とした研究用RPVの研究試作に着手した。
試作する機体の仕様は、日本の国土事情に合致すると判断された偵察・観測といった情報取得を想定した小型機と定められ、実機の1/2スケールのラジコン模型機体を用いた通常形、先尾翼形、T尾翼形、無尾翼形、デルタ翼形の比較を経て、無尾翼形式での試作が決定された。また、これらの模型機体を用いて偵察器材や発進装置の試験も行われている。
機体の試作は富士重工業を主契約者として行われ、日本電気、日立製作所、日本航空電子工業なども参加している。試作の領収は1982年（昭和57年）3月に完了。各種の所内試験を経て、1982年9月16日に東静内対空射場で1回目の飛行試験を実施した。その後も北富士演習場および新島試験場で飛行試験を行い、1984年（昭和59年）10月に新島で行われた6回目あるいは5回目が最後の飛行となった。
研究用RPVで確立されたシステム構成、誘導制御・発進回収方式などの技術は、XT-4開発時に使用された1/5スケールのRPVを皮切りに、その後に技術研究本部で開発された多くの無人航空機に踏襲され、後年の技術研究本部からは我が国における無人機の原型とも評されている。

## 機体
機体は後退翼を持つ無尾翼形式で、主翼には計2枚の垂直尾翼を持つ。胴体と主翼は容易に着脱でき、胴体も前後部に分割可能。主要な材質はケブラーとアルミ合金で、胴体前部下面にはアクリル樹脂も使用されている。機首にはモノクロのテレビカメラを、胴体後部には推進式配置のレシプロエンジンを備える。また、発進時にはJATO（推力1,500 kg）が使用される。回収装置はパラシュートと、繊維強化プラスチック（FRP）およびアルミ製のクラッシャブル・キール。
胴体中央部にはフライト・プログラマ、FCB、トランスポンダ、操舵機構などからなる誘導制御装置が収まっており、地上からの指令信号および機体各部からのデータに基づく機体制御や、地上へのテレメトリ信号の送信を担う。
地上システムはトレーラに搭載されたランチャーと、移動地上局装置を構成する移動指揮車および搭載車からなる。移動指揮車には、指令信号用のFM送信機とテレメトリ信号用のFM受信機などからなるI、コントロール・パネルとRPVの状況を示す各種データやテレビカメラからのビデオ情報の表示パネルなどからなるII、送受信空中線であるIIIの3要素から構成される地上制御部が、搭載車にはRPVの追尾およびテレビ電波の受信に用いるパラボラアンテナが搭載されている。

## 諸元
出典：「研究用RPVシステムについて」 410,411,415頁。
- 全長：約2.3 m
- 全幅：約3.5 m
- 主翼面積：2.4 m2
- 全備重量：約90 kg
- エンジン：D.H.Enterprise Dyad 220 2気筒（18.5 hp） × 1
- 最大速度：約200 km/h[3]（111 kt）
- 最大高度：2,500 m
- 航続時間：1.8時間
- 管制範囲：62 km以上
- 乗員：0名